# Chinese dwergkwartel
De Chinese dwergkwartel (Synoicus chinensis synoniemen: Excalfactoria chinensis en Coturnix chinensis) is een hoenderachtige vogel uit de familie van de fazanten, met als oorspronkelijke woongebied Zuid-Azië en Australazië.

## Beschrijving
Deze kwartel is 12 tot 15 cm lang en weegt tussen de 20 en 57 g. Het mannetje heeft een kastanjekleurige vlek op de buik en verder leiblauwe flanken, hals, wangen en kruin. De keel is wit met een markante zwarte baardstreep en een zwarte rand tussen het wit en het leiblauw. Van boven is de vogel donkerbruin en grijs gevlekt. Het vrouwtje (de hen) is onopvallend bruin gestreept en gespikkeld, van onderen lichter dan van boven.

## Verspreiding en leefgebied
De Chinese dwergkwartel heeft een enorm groot verspreidingsgebied dat reikt van het Indische Subcontinent, Indochina en de Indische Archipel tot in Nieuw-Guinea en Australië. Het is een algemene vogel van open landschappen, graslanden, moerasgebieden, rijstvelden en gebieden met struikgewas.
De soort telt zes ondersoorten:
- S. c. chinensis: van India tot Sri Lanka, Malakka, Indochina, zuidoostelijk China, Taiwan, Java en Sumatra.
- S. c. trinkutensis: de Nicobaren.
- S. c. lineatus: de Filipijnen, Borneo, de Kleine Soenda-eilanden, Celebes en de Molukken.
- S. c. lepidus: Nieuw-Guinea en de Bismarck-archipel
- S. c. victoriae: oostelijk Australië.
- S. c. colletti: noordelijk Australië.

## Status
De Chinese dwergkwartel is een geliefde volièrevogel. In de loop der tijden zijn verschillende kleurmutaties gefokt, met en zonder keeltekening. De kans op uitsterven van de Chinese dwergkwartel is uiterst gering. De grootte van de populatie is niet gekwantificeerd. Er is geen aanleiding te veronderstellen dat de soort in aantal achteruit gaat. Om die redenen staat deze soort als niet bedreigd op de Rode Lijst van de IUCN.